# Winnipeg River
Winnipeg River är ett vattendrag i Kanada.   Det ligger i provinsen Manitoba, i den sydöstra delen av landet, 1 600 km väster om huvudstaden Ottawa.
I omgivningarna runt Winnipeg River växer i huvudsak blandskog. Runt Winnipeg River är det ganska tätbefolkat, med 65 invånare per kvadratkilometer.